# Batalha de Tampere
A Batalha de Tampere da Guerra civil finlandesa aconteceu em março e abril de 1918 entre as forças vermelha e branca. As forças brancas fizeram um cerco e capturaram a cidade principal da Guarda Vermelha, Tampere, capturando 10 000 vermelhos. Na época, a batalha foi a maior e mais sangrenta já travada no território dos Países nórdicos.

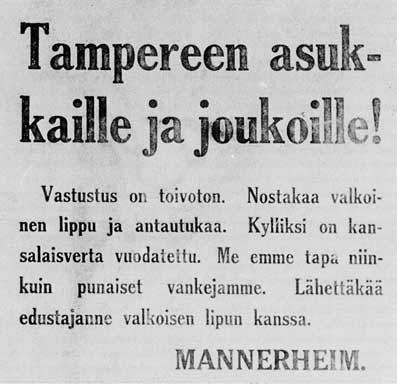
Panfleto jogado por um avião pelos brancos para os defensores vermelhos de Tampere. Nele, está escrito: "Ao povo e às tropas de Tampere! Resistir é inútil. Ergam uma bandeira branca e rendam-se. O sangue de cidadãos já jorrou demais. Nós não matamos nossos prisioneiros como os vermelhos fazem. Enviem sua delegação com uma bandeira branca. - Mannerheim".